# Xpeng P5
La Xpeng P5 (cinese: 小鹏P5; pinyin: Xiǎopéng P5) è una autovettura elettrica prodotta dalla casa automobilistica cinese Xpeng a partire dal 2021.

## Descrizione
Presentata durante il salone dell'Auto du Shanghai nell'aprile 2021, è il terzo modello prodotto dalla Xpeng, dopo la P7 e la G3. 
La P5 è una berlina media a 4 porte, che nello stile richiama la più grande P7, distinguendosi per una linea del tetto leggermente più inclinata e un terzo volume dall'estremità più corta e slanciata. I fari realizzati in tecnologia LED sono collegati da una striscia luminosa, mentre la porta di ricarica è situata nel parafango anteriore destro. Il coefficiente di resistenza è 0,223.
L'abitacolo mantiene un design minimalista, dominato dallo schermo del sistema multimediale touch screen verticale posizionato tra il bordo della plancia e il tunnel centrale, caratterizzato da una diagonale di 15,6 pollici. Il veicolo è dotato di un sistema multimediale con funzione di controllo vocale.
La P5 è la prima vettura prodotta in serie ad essere dotata dell'avanzato sistema di guida autonoma LiDAR Technology, che consiste in vari sensori che cooperano con un laser ladar che scansiona tutto ciò che circonda l'auto fino a una distanza di 150 metri nell'intervallo di 150 gradi, compresi i semafori, altri veicoli in movimento, pedoni e ciclisti che si muovono nelle vicinanze. I 32 sensori includono due LiDAR, 12 sensori a ultrasuoni, 5 a microonde e 13 fotocamere per l'elaborazione delle immagini ad alta risoluzione.
Dal punto di vista tecnico la berlina è inizialmente disponibile con la sila trazione posteriore. L'autonomia dichiarata secondo il NEDC può arrivare fino a 600 km. A spingere la vettura c'è un unico motore sincrono a magneti permanenti sull'asse posteriore dalla potenza di 155 kW (211 CV) con una coppia di 310 Nm. Ciò le garantisce una velocità massima di 175 km/h e uno 0 a 100 coperto in 7,5 secondi. 
Tre tagli di batterie sono disponibili:
- 460: batteria al litio ferro fosfato da 55,9 kWh con 460 km;
- 550: batteria agli ioni di litio da 66,2 kWh 550 km;
- 600: batteria agli ioni di con un'autonomia 600 km.

Nel 2023 viene presentato un leggero restyling, con un design anteriore minimalista. La nuova versione è priva di LiDAR e sistema di guida Xpilot 3.5 per abbattere i costi.